# سلامه
جزیره سلامه (به عربی:  جزیرة سلامة وبناتها ) نام جزیره‌ای از توابع شهرستان خصب در شبه‌جزیره و استان مسندم در کشور پادشاهی عمان است.
جزیره‌ای غیرمسکونی است واقع در مقابل رأس مسندم و در تنگه هرمز قرار دارد.